# برستون يونغ
برستون يونغ هو لاعب كرة القدم الكندية كندي، ولد في 15 يوليو 1954 في ريجاينا في كندا.